# Gheorghe Atanasiu
Gheorghe Atanasiu (n. 13 decembrie 1893, Iași – d. 4 aprilie 1972, București) a fost un fizician și geofizician român, membru titular al Academiei Române din anul 1963. În cinstea sa, la Timișoara există Liceul Tehnologic Special Gheorghe Atanasiu.
A efectuat cercetări în domenii precum: geomagnetism, optică, radioactivitate. Gheorghe Atanasiu este considerat fondatorul școlii române de geofizică.

## Distincții
În anul 1964 a fost decorat cu Ordinul Muncii cl. I.